# Raben Group
Raben Group er en nederlandsk logistik- og transportkoncern. De har kontraktlogistik, lager, landfragt, søfragt, luftfragt og forskellige logistik services. De har forretning i 15 lande og over 10.000 ansatte.
I 1931 etablerede J.W. Raben en transportvirksomhed i Nederlandene.